# Vol Aeroflot 3932
Le vol Aeroflot 3932 était un vol assuré par Aeroflot de l'aéroport international de Koltsovo, à Sverdlovsk à destination de l'aéroport d'Omsk-Centralniy, en Union soviétique. Le 30 septembre 1973, un Tupolev Tu-104 assurant ce trajet s’écrasa peu après son décollage de Sverdlovsk, tuant les 108 passagers et membres d'équipage à bord.

## Avion
L'appareil impliqué dans l'accident était un Tupolev Tu-104B équipé de deux moteurs Mikouline AM-3M-500, immatriculé СССР-42506, appartenant à l'origine à la division Ouzbékistan de la compagnie aérienne nationale Aeroflot. Au moment de l'accident, cet avion compte 20 582 heures de vol et 9 412 cycles (décollage/atterrissage). Il était configuré avec 100 sièges passagers en cabine, et était donc à pleine capacité lorsqu'il s'est écrasé.

## Équipage
Huit membres d'équipage étaient présents à bord du vol 3932. L'équipage dans le cockpit était composé :
- du commandant de bord Boris Stepanovitch Pountsev
- du copilote Vladimir Andreevich Shirokov
- du navigateur Piotr Gavrilivitch Kanin
- de l'officier mécanicien navigant Ivan Yakovlevich Raponov

## Accident
Les conditions météorologiques présentes à Sverdlovsk étaient bonne ; la visibilité était de plus de 6 km et les vents étaient légers et provenaient du nord-ouest.
Le vol 3932 effectuait la liaison Sverdlovsk-Knevichi, avec plusieurs escales prévues à Omsk, Novossibirsk, Tchita et Khabarovsk. L'avion s'est écrasé peu après le décollage sur la partie du trajet, entre Koltsovo et Omsk.
L'avion a décollé de l'aéroport international de Koltsovo à 18h33, heure de Moscou, suivant un cap 256° pour rejoindre Omsk. Dans le cadre d'une procédure de routine, le contrôle aérien a demandé à l'équipage de tourner à gauche et de monter à une altitude de 4 900 pieds (1 500 m) après le décollage ; l'équipage a répondu qu'il se signalerait lorsqu'il aurait atteint l'altitude.
À 18h35, heure de Moscou, soit 5 à 6 secondes après avoir réglé les moteurs à la puissance de montée standard, à une altitude de 1 150 à 1 310 pieds (350 à 400 m) et une vitesse de 260 nœuds (480 km/h), l'équipage a entamé le virage à gauche alors qu'il était dans les nuages, avec un angle d'inclinaison compris entre 35 et 40°. 
À 18h37, heure de Moscou, alors que le vol 3932 se trouvait à une altitude de 3 900 pieds (1 200 mètres), l'angle d'inclinaison a atteint 75-80°, après quoi l'équipage a complètement perdu le contrôle de l'avion. L'avion s'est écrasé dans une forêt voisine, à une vitesse de 150 nœuds (270 km/h).

## Cause de l'accident
Le vol 3932 s'est écrasé en raison d'indications incorrectes de l'horizon artificiel principal et du système de boussole, provoquées par une panne du système d'alimentation électrique, entraînant une désorientation spatiale des pilotes. L'avion s’écrasa à environ huit kilomètres de l'aéroport de Koltsovo.